# Henry Bourchier, II conde de Essex
Henry Bourchier, II conde de Essex, VI barón Bourchier, III conde de Eu y II vizconde de Bourchier (m. 13 de marzo de 1540) fue un par, soldado y par inglés, quien sirvió a Enrique VII y Enrique VIII. Se casó con Mary Say, con quien tuvo una única hija y heredera: Anne.

## Familia
Bourchier era hijo de William Bourchier, vizconde de Bourchier, y de Anne Woodville, hija de Richard Woodville, I conde de Rivers y Jacquetta de Luxemburgo. A través de su madre, era sobrino de la reina Isabel Woodville, consorte de Eduardo IV. A la muerte de su abuelo paterno, Henry Bourchier, I conde de Essex, en 1483, heredó los títulos de conde de Essex, barón Bourchier y conde de Eu. Se casó dos veces: Con Mary Say(e) (1474 - 1535) y Mary Blount (1474 - 1535).

## Carrera
Bourchier fue miembro del consejo privado de Enrique VII y estuvo presente en el sitio de Bolonia (1492). Cinco años más tarde, él lideró un destacamento contra los rebeldes de Blackheath. Cuando Enrique VIII se convirtió en rey, fue convertido en capitán de la nueva guardia. En 1513, comandó la vanguardia de la batalla de Guinegate, donde ordenó la guarida que derrotó a los franceses, Al año siguiente, se nombró capitán jefe de las fuerzas del rey. Fue uno de los jueces en el juicio por traiciónde Edward Stafford, III duque de Buckingham, en el que recibió la mansión de Bedminster que figuraba entre los estados retenidos al duque.
En marzo de 1540, se rompió el cuello al caerse de su caballo, muriendo por las heridas. Sin descendencia masculina, la mayor parte de sus títulos se extinguieron; no obstante, la baronía Bourchier pudo ser heredada por su Anne, quien estaba separad de su esposo, William Parr, barón Parr de Kendal, hermano de la reina Catalina Parr.